# Glympis deletalis
Glympis deletalis är en fjärilsart som beskrevs av Paul Dognin 1912. Glympis deletalis ingår i släktet Glympis och familjen nattflyn. Inga underarter finns listade i Catalogue of Life.